# Hockai
Hockai est un village des Ardennes belges faisant partie de la commune et ville de Stavelot, dans la province de Liège en Région wallonne.
Avant la fusion des communes de 1977, Hockai faisait partie de la commune de Francorchamps.

## Étymologie
Hockai doit son nom au relief sur lequel il se trouve, Hokê signifiant éminence, petite colline.

## Situation
Hockai est un des plus hauts villages de Wallonie et de Belgique (altitude aux alentours de 555 m). Il se trouve à proximité immédiate du plateau des Hautes Fagnes et occupe la partie la plus au nord de la commune de Stavelot.

## Tourisme
Le village compte des pistes de ski ainsi que plusieurs importants hôtels et restaurants. Traversé par le RAVeL 44a, il est le départ de nombreuses randonnées dans la campagne et dans les Fagnes avoisinantes.